# Méthode Paderborn
 (octobre 2021).
La mise en forme du texte ne suit pas les recommandations de Wikipédia : il faut le « wikifier ».
Les points d'amélioration suivants sont les cas les plus fréquents. Le détail des points à revoir est peut-être précisé sur la page de discussion.
- Les titres sont pré-formatés par le logiciel. Ils ne sont ni en capitales, ni en gras.
- Le texte ne doit pas être écrit en capitales (les noms de famille non plus), ni en gras, ni en italique, ni en « petit »…
- Le gras n'est utilisé que pour surligner le titre de l'article dans l'introduction, une seule fois.
- L'italique est rarement utilisé : mots en langue étrangère, titres d'œuvres, noms de bateaux, etc.
- Les citations ne sont pas en italique mais en corps de texte normal. Elles sont entourées par des guillemets français : « et ».
- Les listes à puces sont à éviter, des paragraphes rédigés étant largement préférés. Les tableaux sont à réserver à la présentation de données structurées (résultats, etc.).
- Les appels de note de bas de page (petits chiffres en exposant, introduits par l'outil «  Source ») sont à placer entre la fin de phrase et le point final[comme ça].
- Les liens internes (vers d'autres articles de Wikipédia) sont à choisir avec parcimonie. Créez des liens vers des articles approfondissant le sujet. Les termes génériques sans rapport avec le sujet sont à éviter, ainsi que les répétitions de liens vers un même terme.
- Les liens externes sont à placer uniquement dans une section « Liens externes », à la fin de l'article. Ces liens sont à choisir avec parcimonie suivant les règles définies. Si un lien sert de source à l'article, son insertion dans le texte est à faire par les notes de bas de page.
- La présentation des références doit suivre les conventions bibliographiques. Il est recommandé d'utiliser les modèles {{Ouvrage}}, {{Chapitre}}, {{Article}}, {{Lien web}} et/ou {{Bibliographie}}. Le mode d'édition visuel peut mettre en forme automatiquement les références.
- Insérer une infobox (cadre d'informations à droite) n'est pas obligatoire pour parachever la mise en page.

Pour une aide détaillée, merci de consulter Aide:Wikification.
Si vous pensez que ces points ont été résolus, vous pouvez retirer ce bandeau et améliorer la mise en forme d'un autre article.
La méthode Paderborn est une méthode d'enseignement  des langues étrangères aux enfants des écoles élémentaires. Elle consiste à enseigner une langue très simple (comme l'espéranto) avant d'enseigner une langue plus difficile. L'efficacité d'une telle méthode a été constatée à plusieurs reprises empiriquement au cours du 20e siècle, notamment dans des écoles italiennes , avant d'être démontrée de manière scientifique par le professeur Helmar Frank de l'Institut de pédagogie cybernétique de l'Université de Paderborn (Allemagne), d'où la méthode tire son nom.

## Expérience de l'Université de Paderborn
La première véritable expérience sur l'efficacité d'une telle méthode d'enseignement fut menée par le professeur Helmar Frank dans les écoles primaires de Paderborn dans les années 1970 et 1980 selon les formules de la pédagogie cybernétique.
À l'école primaire deux groupes (A et B) ont été créés sous la direction du professeur Helmar Frank. Au cours de la 3e année scolaire (équivalent du CE2 en France), le groupe A a étudié l'anglais et le groupe B a étudié l'espéranto ; après deux ans, le groupe B a commencé à étudier lui aussi l'anglais. Malgré cet apparent retard sur l'autre groupe, au cours de la 7e année scolaire, le groupe B égalait le groupe A en connaissance de l'anglais, et à la 8e année scolaire le groupe B avaient de meilleurs résultats que le groupe A en anglais.
Le tableau suivant résume l'expérience menée à Paderborn :
| Année scolaire (équivalent français) | Langue étudiée par le groupe A | Langue étudiée par le groupe B | Connaissance de l'anglais |
| 3e (CE2)                             | ANGLAIS                        | ESPÉRANTO                      | A acquiert un niveau d'anglais basique, tandis que B ne le connaît pas du tout.                                                                |
| 4e (CM1)                             | ANGLAIS                        | ESPÉRANTO                      | A acquiert un niveau d'anglais basique, tandis que B ne le connaît pas du tout.                                                                |
| 5e (CM2)                             | ANGLAIS                        | ANGLAIS                        | A continue d'apprendre l'anglais tandis que B commence à l'apprendre. B progresse très rapidement, bien que A reste meilleur que B en anglais. |
| 6e (6ème)                            | ANGLAIS                        | ANGLAIS                        | A et B continuent d'apprendre l'anglais. B progresse très rapidement, bien que A reste meilleur que B en anglais.                              |
| 7e (5ème)                            | ANGLAIS                        | ANGLAIS                        | Les niveaux d'anglais de A et de B sont équivalents.                                                                                           |
| 8e (4ème)                            | ANGLAIS                        | ANGLAIS                        | B surpasse A en anglais, bien que B ne l'apprend que depuis 4 ans au lieu de 6 ans pour A.                                                     |

A la fin de l'expérience, les membres du groupe B ont un niveau supérieur à celui des membres du groupe A à la fois en anglais et en espéranto.
Il convient de remarquer que les enfants étaient allemands et que la langue allemande à de nombreux points communs avec l'anglais (les deux langues étant germaniques), ils n'ont donc pas pu acquérir des notions d'anglais en étudiant l'espéranto (cette dernière étant plus éloignée de l'anglais).

## Hypothèses sur les raisons de fonctionnement de cette méthode
Il existe plusieurs hypothèses tentant d'expliquer le résultat de l'expérience. La plupart l'attribuent aux caractéristiques linguistiques de la langue espéranto.
- La grammaire de l'espéranto est très claire: les classes grammaticales sont immédiatement reconnaissables. Par exemple les adjectifs se terminent par -a et les noms se terminent par -o. Un élève n'a donc pas besoin d'apprendre activement à distinguer les adjectifs des noms. Ce qui pourrait l'aider à mieux appréhender les rôles des différentes classes de mots dans les autres langues.
- L'espéranto est une langue agglutinante, ce qui pousse les élèves à former d'eux mêmes des mots à partir de radicaux et d'affixes. Ils peuvent ainsi « jouer » à créer de nouveaux mots et à deviner le sens des mots qu'ils entendent et lisent.
- Les règles de grammaire étant peu nombreuses, les élèves atteignent rapidement un niveau leur permettant de pratiquer l'oral. Cela peut donner à un élève confiance en ses capacités: quelqu'un qui a appris rapidement une langue étrangère se sentira plus à l'aise pour en apprendre d'autres.
- Enseigner l'espéranto donne également aux élèves la possibilité d'étudier la totalité de la grammaire d'une langue en très peu de temps. Or, une fois une langue étrangère pleinement acquise on peut la comparer avec sa langue maternelle, et cette comparaison est très utile pour l'apprentissage d'autres langues étrangères.
- Plus tôt un élève est capable de parler une langue étrangère, plus tôt il peut l'utiliser pour communiquer activement. Ce qui accroitrait son intérêt pour les langues en général.

Claude Piron fait allusion à l'expérience de Paderborn dans certains de ses textes . Selon lui, il n'y a pas qu'une seule raison au succès de cette méthode, mais probablement plusieurs.